# Basse danse

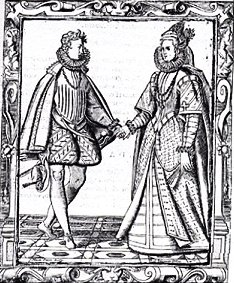
Basse danse

Basse danse (taniec niski) – taniec dworski, w tempie umiarkowanym i metrum dwudzielnym, prawdopodobnie 12/8, wykonywany w parach.
Powstał około roku 1400 na terenach położonych między Włochami, Francją i Hiszpanią. W połowie wieku rozkwitł na  dworze burgundzkim i był popularny w latach 1450–1550 na wielu dworach Europy. W Hiszpanii zwał się baja danza we Włoszech bassadanza a w Niemczech Hoftanz.
Nazwa wywodzi się od powolnych, posuwistych i pełnych dostojności kroków. Najstarsze informacje o tym tańcu pochodzą z anonimowego hiszpańskiego manuskryptu La Danza de la Muerte około roku 1400,  Libro sull'arte del danzare 1465 Antonia Cornazzano i z Orchésographie et traicté... exercice des dances 1588 Thoinota Arbeau i z późniejszych manuskryptów hiszpańskich, belgijskich, francuskich i włoskich. O najstarszym jego wykonaniu mamy informacje z 1445 na dworze Karola IX we Francji.
Cechą charakterystyczną tego dostojnego tańca jest to, że kroki w nim nie były ustawione w sztywnym schemacie, co zezwalało na tworzenie coraz to nowych wariantów. Główne elementy, których używano, wywodziły się ze starszych, średniowiecznych tańców, między innymi z carole:
- sempio (krok prosty)
- doppio (krok podwójny)
- riverenza (ukłony)
- branle, czyli continenza (krok do boku)
- ripresa (krok w tył)
- volta tonda, mezza volta (obrót, półobrót)

W każdym tańcu kombinacja tych elementów mogła ulegać zmianie, w zależności od mody, regionu, w którym się go tańczyło, i talentu choreograficznego jaki posiadał zatrudniony na dworze choreograf. Czasami pary trzymały się za rękę, a czasami partnerzy tylko stali obok siebie. Zestaw instrumentów w orkiestrze, która akompaniowała tańczącym, również ulegał zmianie - mogły to być: lutnie, harfy, bębenki, dudy, organy, trąbki i inne instrumenty dęte.
Taniec niski występuje w zbiorach na lutnię O. Petrucciego. Wśród bardziej znanych zbiorów można wymienić ten P. Attaignanta, na klawesyn Quatorze gaillardes ... et deux basse danses 1530 i na lutnię Dixhuit basses danses garnies de recompers et turdions 1529.